# Cratere Golovin
Golovin è un cratere lunare di 37,86 km situato nella parte nord-occidentale della faccia nascosta della Luna, a sudest del cratere Campbell. A sudovest di Golovin è presente il grande cratere Appleton e a nord il cratere Langevin.
Il bordo quasi circolare del cratere non è stato fortemente eroso e non è sovrapposto da altri impatti. C'è una leggera protuberanza a nordovest. Le pareti interne sono piuttosto larghe e sono leggermente crollate. Nel punto centrale della superficie interna, piccola e relativamente piatta, è presente un picco.
Il cratere è dedicato a Nicholas Erasmus Golovin.

## Crateri correlati
Alcuni crateri minori situati in prossimità di Golovin sono convenzionalmente identificati, sulle mappe lunari, attraverso una lettera associata al nome.
| Golovin | Coordinate             | Diametro (in km) |
| ------- | ---------------------- | ---------------- |
| C       | 40°39′36″N 163°13′48″E | 14,55            |